# エドゥアルド・トゥッシオ
エドゥアルド・トゥッシオ（Eduardo Nicolás Tuzzio, 1974年7月31日 - ）は、アルゼンチン・ブエノスアイレス出身のサッカー選手。アルゼンチン代表である。ポジションはディフェンダー（左サイドバック）。

## タイトル
サン・ロレンソ
- プリメーラ・ディビシオン：2000-01C

リーベル・プレート
- プリメーラ・ディビシオン：2002-03C, 2003-04C, 2007-08C

インデペンディエンテ
- コパ・スダメリカーナ : 2010